# Charles Higounet
Charles Higounet (Toulouse, 13 de enero de 1911-Burdeos, 8 de abril de 1988), fue un historiador medieval francés especializado en geohistoria. Ha sido más conocido por haber editado L'Histoire de Bordeaux (1963, ocho volúmenes).

## Biografía
Charles Higounet estudió en el instituto de secundaria y luego en la Universidad de Toulouse, su ciudad natal. Fue nombrado agregado de historia y geografía en 1933. Entre sus maestros se encuentran el medievalista Joseph Calmette, el helenista André Aymard y sobre todo el geógrafo Daniel Faucher, a quien Marc Bloch saluda como uno de los mejores representantes de la escuela geográfica francesa. En 1949, en el prefacio a la edición de su tesis, Charles Higounet no dejaría de reconocer la importancia de "huella geográfica“, escribe, que le debía. Obtuvo la agregación de historia y geografía en 1933, a la edad de veintidós años.
Fue nombrado profesor del instituto de Pau al año siguiente, luego de Burdeos en 1934-1935. Después de su servicio militar, regresó en 1936, a la escuela secundaria de Toulouse, como profesor esta vez. Movilizado en 1939, fue hecho prisionero en 1940. Desde 1940 hasta finales de 1943, estuvo preso en Silesia en la Oflag de Lamsdorf, Weidenau y luego en Sagan. Es repatriado en octubre de 1943 por uno de los últimos trenes médicos que pudieron formar.
A partir de 1945, fue profesor, primero, y luego profesor en la Universidad de Burdeos. Por lealtad a Joseph Calmette, regresa a Toulouse, donde en 1946 defiende su tesis doctoral en cartas sobre "Le comté de Comminges, de ses origines à son annexion à la Couronne». En 1949, ocupa la cátedra de ciencias auxiliares de la historia en la Universidad de Burdeos III, liberada por el nombramiento en París de Robert Fawtier. Charles Higounet impartió esta enseñanza durante treinta años, hasta su jubilación y emérito en 1979.
En 1948, fundó la Fédération historique du Sud-Ouest, con sus colegas Yves Renouard y Robert Étienne. Esta federación reunió a las sociedades históricas de los cinco departamentos de Aquitania: Dordoña, Gironda, Landas, Lot y Garona y Pirineos Atlánticos. Su objetivo era reunir a académicos, estudiantes y miembros de sociedades científicas apasionados por la historia. Fue su secretario general y se convirtió en su presidente en 1955. Esta federación fue creada a instancias del Comité Francés de Ciencias Históricas y del Comité de Trabajos Históricos, porque «después de la guerra y la ocupación, fue necesario impulsar las actividades de las sociedades regionales de historia y arqueología».
En 1968, fue correspondiente del Instituto de Francia.
Especialista en bastides, así como en la historia del Suroeste y de Burdeos, es en particular el autor del volumen de Que sais-je? sobre L'écriture, reeditado más de diez veces. Contribuyó con Philippe Wolff a iniciar en 1976 la colección de Atlas históriques des villes de France, que su sucesor, Jean-Bernard Marquette (1934-2020), concretó a partir de 1982, año de su jubilación.
Murió en 1988.
Desde 1992, un centro de investigación lleva su nombre en Pessac.

## La historia de Burdeos
Su principal obra es L'Histoire de Bordeaux, que él dirigió. Concibió este proyecto cuando se convirtió en presidente de la Fédération du Sud-Ouest en 1955. Según su antiguo alumno Jean-Pierre Poussou, que contó entre bastidores el proyecto en un artículo para la Société historique de Bordeaux, lamentó la ausencia de una historia completa de la ciudad desde la publicación de la obra editada por Camille Jullian. Le parecía que un solo volumen no sería suficiente, en particular porque la investigación histórica local e regional había progresado desde finales del siglo XIX.
Para llevar a cabo esta empresa fue necesario contar con el apoyo económico del ayuntamiento de Burdeos, el del Consejo General (y por tanto, en ese momento, de la prefectura de la Gironda) y, en menor medida, el de las autoridades universitarias. También era necesario persuadir a las librerías de que el libro les sería rentable, aunque se publicara en ocho volúmenes. Por lo tanto, era esencial que L'Histoire de Bordeaux se inspirara en los enfoques y métodos más recientes, bien escritos y bien ilustrados. Presentó el proyecto al alcalde Jacques Chaban-Delmas el 25 de junio de 1960. Este último le concedió “el patronazgo de la Ciudad de Burdeos” y “las necesarias subvenciones del municipio”.
Defendió la necesidad de publicar esta obra en ocho volúmenes. Él mismo eligió los nombres de los editores de cada uno de ellos. Cada volumen tenía un director que trabajaba con varios colaboradores. Charles Higounet también contribuyó mucho personalmente, ayudado por su esposa. Releyó todos los manuscritos, hizo correcciones y comentarios. Prestó especial atención a la fluidez del texto, a la corrección del estilo ya que todos los volúmenes se caracterizaran por la misma tonalidad. Finalmente, siguió manteniendo el apoyo de las autoridades políticas y académicas.
La publicación de estos ocho volúmenes en 1963 fue una excelente publicidad para la ciudad de Burdeos y el equipo de historiadores bordeleses dirigido por Charles Higounet. Durante unos años, Burdeos fue la única gran ciudad francesa que tenía una gran obra monumental. Sigue siendo la única ciudad provincial europea importante que tiene uno.

## Publicaciones

### Obras
- Le Comté de Comminges : De ses origines à son annexion à la Couronne, Privat/Didier, 1949 (réimpression L'Adret, 1984, ISBN 2904458050)
- La Gascogne au XIVe et XVe siècles, 1969
- Les Allemands en Europe centrale et orientale au Moyen Âge, Aubier, 1989 ISBN 2-7007-2223-X
- Atlas historique des villes de France, 1982, par J-B Marquette
- Défrichements et villeneuves du Bassin parisien, Editions du Centre national de la recherche scientifique, 1990 ISBN 2-222-04210-0, 384 p.
- Grand cartulaire de La Sauve-Majeure, Fédération historique du Sud-Ouest, 1996 ISBN 2-85408-026-2
- Histoire de Bordeaux ; 8 volumes ; publiée sous la direction de Charles Higounet ; édité par Fédération historique du Sud-Ouest
- Histoire de l'Aquitaine, dir., 1976
- Paysages et villages neufs du Moyen Âge, 1975
- Recherches sur l'histoire de l'occupation du sol du Périgord, Editions du Centre national de la recherche scientifique, 1978 ISBN 2-222-02279-7
- Recueil des actes de l'Abbaye cistercienne de Bonnefont en Comminges, publ. par Charles Samaran, etc. et Charles Higounet, 1970, Collection de documents inédits sur l'histoire de France. Série in 8
- La Seigneurie et le vignoble de Château-Latour, 1974
- Villes, sociétés et économies médiévales. Recueil d'articles, 1992
- L'écriture, « Que sais-je ? » № 653, Presses universitaires de France, 2003 ISBN 2-13-039397-7 (1.ª edición 1955)

### Artículos
- Une carte des relations monastiques transpyrénéennes au Moyen Âge," 1951
- "Cisterciens et Bastides", Le Moyen Âge, 1957.

## Honores
- Miembro correspondiente de la Academia de Inscripciones y Bellas Letras (1968-1988)
- Miembro de la Academia de Ciencias, Bellas Letras y Artes de Burdeos
- Miembro del Comité de Obras Históricas y Científicas, Sección de Historia Medieval
- Gran Premio Gobert 1973 por su Historia de Burdeos
- Premio Gobert 1997 por su Grand cartulaire de La Sauve-Majeure.[9]